# Laura Kästel
Laura Kästel (Königsau, 29 september 1992) is een Duits zangeres. Haar artiestennaam is Laurita Spinelli. Kästel is van half-Filipijnse afkomst, en komt uit een muzikale familie: haar vader speelde piano, haar moeder is zangeres.
In 2019 nam Kästel samen met Carlotta Truman in de act S!sters voor Duitsland deel aan het Eurovisiesongfestival 2019. Een jaar later, in februari 2020, besloten ze om het project S!sters te stoppen.
- MusicBrainz: 010cc2ab-8fe8-4675-9cbf-754ef52c361b